# 科羅納多酒店
科羅納多酒店（英語：Hotel del Coronado）是位於美國加利福尼亞州城市科羅納多的一座海濱度假酒店。這座酒店是美國少有的木質維多利亞海濱度假建築的實例，也是美國第二大木結構建築，並在1977年被指定為國家歷史地標，在1970年被指定為加州歷史地標。科羅納多酒店在1888年開業時是世界最大的度假酒店，總統、皇室成員、各界名流都曾下榻過這家酒店。科羅納多酒店也出現在無數電影和書籍中。

## 外部連結
- 官方网站
- Journal of San Diego History （页面存档备份，存于） historic photographs of the hotel
- New York Times review of the Hotel del Coronado